# 동맥관
동맥관(ductus arteriosus, 動脈管)은 태아의 폐동맥과 몸쪽 내림대동맥을 잇는 혈관이다. 우심실의 혈류가 태아의 미발달된 폐에 들어가는 것을 막는 역할을 한다. 출생 직후 닫혀 동맥관인대가 된다.

## 발달 및 구조
동맥관은 배 발생 중 여섯째 대동맥활에서 형성되며 대동맥활의 마지막 부분과 폐동맥의 첫번째 부분에 부착한다.

## 관련 질환: 동맥관 개존증

동맥관 개존증을 가진 성인의 심장

### 프로스타글란딘의 역할
프로스타글란딘(PG) 중에서 PGE 종류가 혈관 평활근을 이완시켜 동맥관을 열린 채로 유지하는 역할을 한다. 태반이나 동맥관 그 자체에서 생산되는 프로스타글란딘 E2(PGE2)가 이 역할의 대부분을 수행하지만, PGE1도 동맥관을 열린 채로 만드는 데 기여한다. PGE1과 PGE2는 프로스타글란딘 EP4 수용체, 프로스타글란딘 EP2 수용체와 같은 특정 PGE에 민감한 수용체에 작용하여 동맥관을 열린 채로 유지한다. EP4는 PGE2에 의해 유도되는 동맥관의 확장에 관여하는 주요 수용체이며, 동맥관의 평활근 세포에서 발견된다.
출생 직후 PGE2와 EP4 수용체의 농도가 모두 크게 떨어지고, 따라서 동맥관은 닫히고 출생 이후 순환계가 발달한다.

### 비스테로이드 항염증제의 역할
프로스타글란딘 생산을 막는 비스테로이드 항염증제(NSAIDs) 투여로 인해 동맥관 폐쇄가 유도될 수 있다. 인도메타신이 가장 흔하게 사용되며, 생후 1주쯤에 투여된다. 그러나 폐 관류에 선천적인 결함(폐동맥 협착증, 동맥관을 통한 좌우 지름길 등)이 있다면 프로스타글란딘 치료를 통해 동맥관을 열린 채로 유지하여, 산소화 상태를 개선할 수 있다. 이 치료 방식은 동맥관 기형에서는 효과가 없다. 동맥관이 유지되는 것은 또 다른 기형과 연관되어 있을 수 있으며, 여성에서 더 흔하다. PGE2 생산을 억제하면 EP4 수용체 활성이 감소하여 정상적인 순환이 시작될 수도 있다. 임신 말기에 투여된 NSAIDs가 태반을 넘어 태아에게 전달되면 동맥관이 지나치게 일찍 닫힐 수 있다. 이 경우 외부에서 PDE2를 투여하여 NSAIDs의 효과를 반전시키고, 남은 임신 기간 동안 태아의 동맥관을 열린 채로 유지할 수 있다.

### 부작용
출생 후 동맥관이 닫히지 않으면 동맥관 개존증이라는 질환을 일으킨다. 동맥관 개존증에서는 대동맥에서 폐동맥으로 비정상적인 혈액 흐름(좌우 지름길)이 발생한다. 교정하지 않고 그대로 두면 일반적으로 폐고혈압에 이어 우심실부전, 심장의 부정맥을 유발할 수 있다.

### 발생
동맥관 개존증은 다운 증후군을 가진 영아의 4%에 발생한다. 성장장애는 이 질환의 매우 흔한 소견이다.

## 다른 동물들에서
폐어류의 조상들에서 동맥관은 폐동맥과 등쪽대동맥을 연결하였으며 폐와 함께 진화했다. 배 발생 기간 동안 파충류, 조류, 포유류는 모두 폐로부터 혈액을 우회시키기 위한 한두 쌍의 동맥관을 가지고 있다.

## 같이 보기
- 심장
- 태아순환